# Норт Вилкесборо (Северна Каролина)
Норт Вилкесборо (енгл. North Wilkesboro) град је у америчкој савезној држави Северна Каролина.

## Демографија
По попису из 2010. године број становника је 4.245, што је 129 (3,1%) становника више него 2000. године.
| Група             | 2000.         | 2010.         |
| Белци             | 2.977 (72,3%) | 2.987 (70,4%) |
| Афроамериканци    | 572 (13,9%)   | 578 (13,6%)   |
| Азијати           | 30 (0,7%)     | 26 (0,6%)     |
| Хиспаноамериканци | 464 (11,3%)   | 556 (13,1%)   |
| Укупно            | 4.116         | 4.245         |